# Adolf VIII. (Schauenburg)
Adolf VIII. († 13. Oktober 1370 in Famagusta auf Zypern) regierte die Grafschaft Holstein-Pinneberg und die Stammgrafschaft Schauenburg von 1353 bis 1370.
Er war der Sohn von Adolf VII. von Holstein-Schauenburg (* ca. 1297; † 5. Juni 1354) und Heilwig zur Lippe.
Er eroberte die Burg Pinneberg von einem unbekannten Rittergeschlecht, vermutlich kurz vor seinem Aufbruch zu einer Wallfahrt nach Palästina zum Grab Christi, auf der er am 13. Oktober 1370 in Famagusta auf Zypern starb. Er hinterließ keinen Leibeserben. Sein Nachfolger wurde sein Bruder Otto I.